# Скулте (Лимбажский край)
Ску́лте (латыш. Skulte) — село среднего размера в Скултской волости Лимбажского края Латвии. Расстояние до города Лимбажи составляет около 38 км. По данным на 2017 год, в населённом пункте проживало 486 человек. Есть дошкольное учебное заведение, почтовое отделение, лютеранская церковь, кладбище. Восточнее села расположена железнодорожная станция Скулте на линии Земитаны — Скулте.

## История
Со времён пребывания Латвии в составе СССР до 2009 года находился в административных границах Лимбажского района. Некоторое время населённый пункт был центром Скултского сельсовета. В селе располагалась центральная усадьба совхоза «Скулте».